# Šachovskaja
Šachovskaja è una cittadina della Russia europea centrale, situata nella oblast' di Mosca. Fino al 2015 apparteneva al rajon Šachovskoj, del quale era il capoluogo amministrativo.
Sorge all'estremità occidentale dell'oblast', 154 chilometri a ovest-nordovest di Mosca.